# Vonnas
Vonnas es una comuna francesa situada en el departamento de Ain, de la región de Auvernia-Ródano-Alpes. Es la cabecera (bureau centralisateur en francés) y mayor población del cantón de su nombre.

## Demografía
| Gráfica de evolución demográfica de Vonnas entre 2006 y 2019 |
|                                                              |

Fuentes: INSEE.

## Políticos
Elecciones Presidential Segunda Vuelta:
| Elección | Elección | Candidato Ganador | Partido | %     |
| -------- | -------- | ----------------- | ------- | ----- |
|          | 2022     | Emmanuel Macron   | LREM    | 53,71 |
|          | 2017     | Emmanuel Macron   | EM      | 62,10 |
|          | 2012     | Nicolas Sarkozy   | UMP     | 60,19 |
|          | 2007     | Nicolas Sarkozy   | UMP     | 63,07 |
|          | 2002     | Jacques Chirac    | RPR     | 83,76 |

## Personas vinculadas
- Georges Blanc, chef con tres estrellas en la Guía Michelin, nació en Vonnas en 1943.